# Cisternová automobilová stříkačka

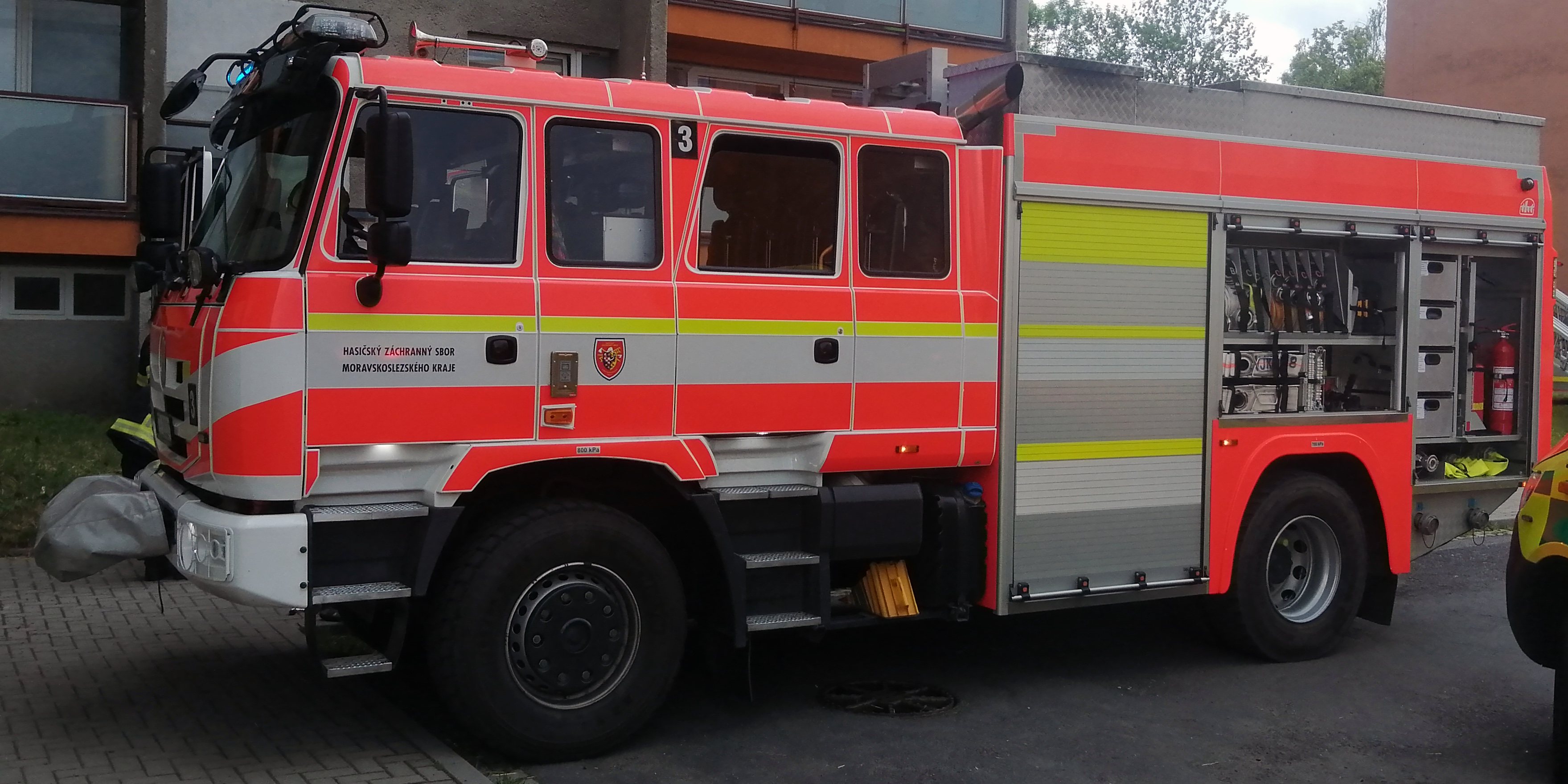
Tatra Terra CAS 20-4000-240-S2T

Cisternová automobilová stříkačka (akronym CAS) je hasičský automobil vybavený nezávislým čerpadlem a vodní cisternou, hadicemi, proudnicemi a dalšími pomocnými zařízeními potřebnými k hašení požáru. 
Základním znakem tohoto typu vozidla je trvale instalované čerpadlo a velký zásobník vody, který umožňuje první hasičský zásah bez externího zásobování vodou pomocí hydrantů nebo přístupných míst. Proto jsou tato vozidla navržena a vybavena především pro hašení požárů. Existují různé velikosti tohoto typu vozidla, které se liší především počtem osob posádky, zatížení, velikostí nádrže a čerpacím výkonem. 
CAS je určena na zdolávání požárů zejména třídy A a B zásahem vodou a pěnou, příp. v závislosti na objemu cisterny a výkonu čerpadla může být využita i na kyvadlovou dopravu vody nebo dopravu vody pomocí dálkového hadicového vedení.

## Označování v Československu a ČR
Cisternové automobilové stříkačky se, podobně jako ostatní hasičské automobily, označují následovně:
příklad: CAS 32/8200/800 S3R Tatra 815 6x6
| - CAS – typ hasičského automobilu (cisternová automobilová stříkačka) - 32 – pracovní výkon čerpadla (3 200 l / min) - 8200 – objem vezené hasební vody v litrech - 800 – objem vezeného pěnidla v litrech - S – těžká hmotnostní kategorie (nad 18 t) - 3 – terénní druh podvozku - R – redukovaná výbava | - Tatra 815 – model podvozku - 6x6 – náhon |

### Typy vozidel
- CAS 15/2000/120 M2T MAN TGM 4×4 – cisternová automobilová stříkačka o výkonu čerpadla 1500 l / min., zásoba vody 2000 l,  zásoba pěnidla 120 l, střední hmotnostní kategorie ("M" od 7,5 do 18 t), se smíšeným podvozkem (silnice / terén), technickým vybavením  ("T" = vyprošťovací sada) na podvozku MAN řady TGM s pohonem všech kol
- CAS 16
- CAS 16 (W)
- CAS 20
- CAS 24
- CAS K 25 – písmeno "K" značí využití kombinovaného čerpadla, využíváno na vozech CAS K 25 Liaz 101
- CAS K 27
- CAS 30
- CAS 32
- CAS 40